# Bilall Fallah
Bilall Fallah, né à Vilvorde, en Belgique, le 4 janvier 1986  est un réalisateur et scénariste belge néerlandophone d'origine marocaine.

## Biographie
D'origine marocaine[réf. nécessaire], Bilall Fallah grandit à Vilvorde en Région flamande.

### Études
Bilall a fait ses études au Campus Sint-Lukas Brussel à Bruxelles avec Adil El Arbi, un ami d'enfance avec qui il fera sa carrière dans le monde du cinéma belge.

### Cinéma

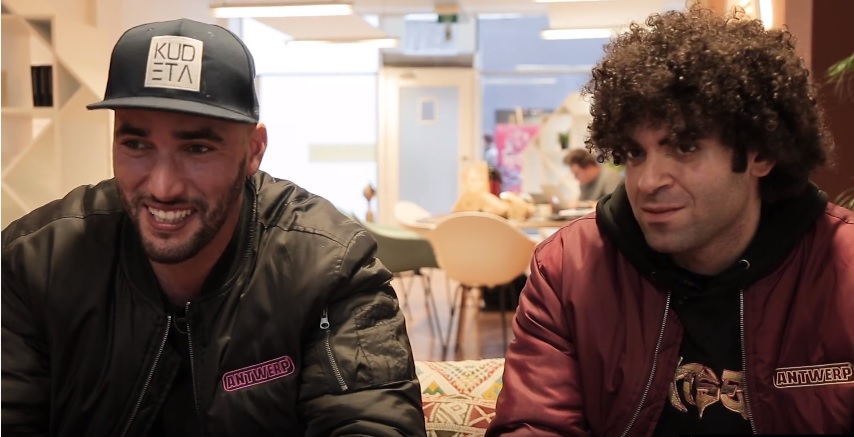
Bilall Fallah (à gauche) et Adil El Arbi (à droite)

En juin 2016, après le succès de Black, son nom est cité pour se voir confier par Jerry Bruckheimer la réalisation du film Le Flic de Beverly Hills 4 avec Adil El Arbi. Le projet ne se fera pas mais Adil El Arbi et Bilall Fallah collaborent finalement avec Jerry Bruckheimer pour la suite d'une autre saga policière, Bad Boys, avec Will Smith et Martin Lawrence. Le troisième volet, Bad Boys for Life, sort en 2020.
Ils réalisent ensuite Batgirl initialement prévu en 2022 sur HBO Max. En août 2022, la nouvelle direction de Warner Bros Discovery prend la décision d'annuler le film malgré un tournage terminé et un premier montage. Adil et Bilall reprennent finalement du service pour Bad Boys: Ride or Die.

## Filmographie
Sauf indication contraire, les informations mentionnées dans cette section peuvent être confirmées par la base de données cinématographiques IMDb,  présente dans la section « Liens externes ».
- 2011 : Broeders (court métrage) (coréalisé avec Adil El Arbi)
- 2012 : Bergica (série télévisée) (également en tant qu'acteur)
- 2014 : Image (coréalisé avec Adil El Arbi)
- 2015 : Black (coréalisé avec Adil El Arbi)
- 2018 : Gangsta (Patser) (coréalisé avec Adil El Arbi)
- 2020 : Bad Boys for Life (coréalisé avec Adil El Arbi)
- 2022 : Miss Marvel (Ms. Marvel) (série télévisée) - 2 épisodes (coréalisé avec Adil El Arbi)
- 2022 : Batgirl (coréalisé avec Adil El Arbi - film inachevé annulé par le studio)
- 2022 : Rebel (coréalisé avec Adil El Arbi)
- 2024 : Bad Boys: Ride or Die (coréalisé avec Adil El Arbi)
- 2025 : Gangstas (nl) (Patsers) (coréalisé avec Adil El Arbi)
- 2025 : Seven Dogs[5] (coréalisé avec Adil El Arbi)Date sujette à modification

Clips musicaux
- 2014 : NoMoBS - 03 (coréalisé avec Adil El Arbi)
- 2016 : Dimitri Vegas & Like Mike feat. Steve Aoki & Ummet Ozcan - Melody (coréalisé avec Adil El Arbi)
- 2018 : Wiz Khalifa - When I Grow Up (coréalisé avec Adil El Arbi)